# Vikingemuseet Lindholm Høje
Vikingemuseet Lindholm Høje är ett historiskt museum i Nørresundby, vid gravplatsen Lindholm Høje. Museet beskriver gravplatsen och de många gravarna från järnåldern och vikingatiden. Det inrymmer också arkeologiska fynd från området. Museet ingår i Nordjyske Museer. Sommartid hålls en historisk marknad vid museet.

## Historik
År 1992 öppnade Lindholm Høje Museum i nya byggnader, som finansierades av Aalborg Portland. De hade ritats av arkitektfirman Dam & Bengaard. År 2004 blev museet en del av Nordjyllands Historiske Museum, senare Nordjydske Museer. Byggnaderna utökades 2008 med stöd från A.P. Møller og Hustru Chastine Mc-Kinney Mærsk Møllers Fond til almene Formaal.